# Janez Novak (pravnik)
Janez Novak, slovenski pravnik, * 18. september 1939, Murska Sobota.

## Življenje in delo
Novak je leta 1964 diplomiral na ljubljanski Pravni fakulteti in prav tam 1978 tudi doktoriral. Kot sodnik je bil zaposlen na raznih sodiščih v Sloveniji. Leta 1991 je nastopil službo vrhovnega sodnika na Vrhovnem sodišču Republike Slovenije. Hkrati je predaval delavno pravo in socialno varnost na Pravni fakulteti v Ljubljani, od 1999 pa je tudi redni profesor na Pravni fakulteti v Mariboru.
IZOBRAZBA
Diploma na Pravni fakulteti Univerze v Ljubljani (PF UL) 24.9.1964. Prešernova nagrada za študente 8.2.1965 s področja delovnega prava. Pravosodni izpit 27.10.1967. Magisterij 5.12.1972 z magistrsko nalogo »Pravna ureditev dela na domu s posebnim poudarkom na delu v Prekmurju«. Doktorat (14.6.1978) z doktorsko nalogo »Delovno razmerje zastopnikov«. Disertacija je bila z manjšimi spremembami objavljena v posebni knjigi / publikaciji. 
ZAPOSLITEV
Prva zaposlitev v tovarni »Mura« v Murski soboti (11.10.1965 do 1.11.1966), istočasno pripravništvo na Občinskem sodišču v M. Soboti. Občinsko sodišče v Celju (pripravništvo od 2.11.1966 do 27.10.1967, nato do 1.1.1968 pravni referent). Od 1.1.1968 dalje je bil sodnik na vseh stopnjah sodišč. Od 1.1.1968 do 31.12.1969 na Občinskem sodišču v Šmarju pri Jelšah. Občinsko sodišče V Celju (1.1.1970 do 28.2.1974), dve leti vodja civilnega oddelka. Okrožno sodišče v Celju (1.3.1974 do 15.5.1976). Sodišče združenega dela v Celju (16.5.1976 do 31.8.1978). Zaradi preselitve v Ljubljano je bil zaposlen na Inštitutu za delo pri Pravni fakulteti v Ljubljani (ID) (1.9.1978 do 28.2.1985) kot višji raziskovalec, raziskovalni svetnik , ter višji raziskovalni svetnik. Istočasno je bil nepoklicni sodnik na Sodišču združenega dela v Ljubljani. Nato se je zaposlil na Sodišču združenega dela Republike Slovenije (1.3.1985 do 2.10.1991) in Vrhovnem sodišču Republike Slovenije (3.10.1991 do upokojitve 31.12.2009). Od leta 1993 do upokojitve je bil vodja Delovno-socialnega oddelka. Leta 1996 je bil »delujoči« predsednik Vrhovnega sodišča.  
Kot sodnik se je strokovno izpopolnjeval na sodiščih v Dublinu (High Court), Erfurtu (Bundesarbeitsgericht) in Münchnu (Landesarbeitsgericht). Aktivno (s pisnimi referati in ustnimi prispevki) je sodeloval na 39 mednarodnih strokovnih srečanjih.  Od leta 1989 do upokojitve je aktivno sodeloval na vsakoletnih Srečanjih sodnikov evropskih delovnih sodišč (Meeting of European Labour Court Judges), ki jih organizira Mednarodna organizacija dela po številnih mestih v Evropi (tudi v Ljubljani) in Izraelu. Prizadeval si je, da so slovenski sodniki lahko po vstopu Slovenije v EU sodelovali na letnih strokovnih srečanjih Evropskega združenja sodnikov delovnih sodišč (European Association of Labour Court Judges), ki ima sedež v Veliki Britaniji.
Delovno pravo je od leta 1974 dalje predaval sodnim pripravnikom, na seminarjih strokovnih organizacij in društev, simpozijih in strokovnih srečanjih, ki jih je organiziral ID. Na Dnevih slovenskih pravnikov je bil od leta 1986 dalje referent in / ali vodja sekcije za delovno pravo. Predaval je na seminarjih / izobraževanjih / simpozijih, ki so jih organizirali: ID, Delavska univerza, Gospodarski vestnik, sodišča (sodniške šole), Ministrstvo za pravosodje, Gospodarska zbornica, Društvo za delovno pravo in socialno varnost (katerega član je,) Društvo mediatorjev Slovenije (katerega član je) in Slovensko sodniško društvo (katerega član je bil vrsto let).
PREDAVATELJ IN MENTOR NA UNIVERZITETNEM IZOBRAŽEVANJU
Vzporedno s pravosodnim delom je aktivno deloval tudi na področju visokošolskega in univerzitetnega izobraževanja.  Na Višji pravni šoli v Mariboru je bil s sklepom Sveta dne 2.10.1973 imenovan za zunanjega sodelavca. Predaval je delovno pravo. Na Visoki ekonomsko komercialni šoli v Mariboru je bil 4.10.1977 izvoljen za profesorja visoke šole. Nekaj časa je predaval splošno gospodarsko pravo.  Na podiplomskem študiju je predaval delovno pravo na PF v Ljubljani in PF v Mariboru od leta 1986 dalje.
Na PF UL je bil 28.9.1981 izvoljen za docenta za predmet delovno pravo in socialna varnost. Za isti predmet je bil 22.12.1987 izvoljen za izrednega profesorja. O predlogu za  izvolitev v naziv rednega profesorja je Komisija za izdelavo strokovnega poročila o kandidatu v poročilu 17.6.1993 podala visoko kvalitativno in kvantitativno oceno kandidatovega dela, vendar je ugotovila, da kandidat ne izpolnjuje pogojev za rednega profesorja, ker ni bil mentor pri diplomskih in podiplomskih nalogah in ker ni sodeloval v pedagoškem delu. Te pogoje bi morala kandidatu zagotoviti PF UL, pa jih ni. Na PF v Mariboru mu je bilo mogočeno, da je izpolnil vse pogoje za rednega profesorja in je bil v ta naziv izvoljen 4.6.1999 za predmet delovno pravo in socialna varnost.
Na dodiplomskem / rednem študiju je teme s področja delovnega prava na PF v Ljubljani in PF v Mariboru predaval od leta 1986. Na podiplomskem / magistrskem študiju je teme iz istega predmeta predaval na PF V Ljubljani od leta 1987,  na PF v Mariboru pa od 1994 dalje. Bil je mentor pri številnih magistrskih nalogah in član komisij za obrambo doktorske disertacije.
DRUGO STROKOVNO DELO
Bil je glavni in odgovorni urednik rednih in posebnih številk revije Združeno delo (revija je začela izhajati leta 1975) od št. 2/1982 do konca leta 1989. ko jo je nasledila revija Podjetje in delo. Pri tej reviji je bil najprej odgovorni urednik, pozneje, do konca leta 2009, odgovorni urednik za delovno pravo.
Od leta 2008 je mediator, najprej na prvostopnem nato tudi drugostopnem delovnem in socialnem sodišču v Ljubljani.
Od leta 2004 dva do štirikrat na leto predava  pripravnikom, ki se pripravljajo na pravniški državni izpit, predmet: »Kolektivno delovno pravo, kolektivne pogodbe in kolektivni delovni spori«.
Ko je bil vrhovni sodnik. Je bil nekaj časa podpredsednik Slovenskega sodniškega društva.
OBJAVE
V Cobissu njegova bibliografija od leta 1972 dalje znaša 434 enot, osebna bibliografija pa obsega še 115 enot, skupaj torej 549 enot (stanje 1.7.2021).
KNJIGE IN OBSEŽNEJŠA SKRIPTA
- Zbirka obrazcev s področja delovnih razmerij (izdaje 1975, 1980 in 1985);   - Delovno razmerje zastopnikov (1979);   - Sklenitev delovnega razmerja in razporejanje  delavcev (1981, v soavtorstvu z dr. Vilkom Rozmanom);  - Letni dopust (1983, prva taka publikacija v Sloveniji);  - Zakon o delovnih razmerjih s komentarjem (v soavtorstvu. 1982, 1985 in številni ponatisi); - Postopek v kolektivnih delovnih sporih (1999);  - Reševanje delovno-pravnih sporov (2001, skripta za podiplomski študij); Delovni spori (2004, prva knjiga s takšno vsebino v Sloveniji);   - Kolektivne pogodbe in kolektivni delovni spori (2009, 2010);  - Kolektivno delovno pravo, kolektivne pogodbe in kolektivni delovni spori (gradivo za pravniški državni izpit, 2013 s petimi spremembami in dopolnitvami, zadnja februarja 2020).
Pri številnih knjigah, komentarjih in drugih publikacijah je sodeloval kot soavtor.